# Ariadna lightfooti
Ariadna lightfooti là một loài nhện trong họ Segestriidae.
Loài này thuộc chi Ariadna. Ariadna lightfooti được William Frederick Purcell miêu tả năm 1904.